# 史俊通
史俊通（1959年—2010年3月1日），汉族，中华人民共和国政治人物、第十一届全国政协委员。
加入中国农工民主党，担任农工党陕西省副主委、陕西省农业厅副厅长。2008年，当选第十一届全国政协委员，代表中国农工民主党，分入第十组。